# Chirac-Bellevue
Chirac-Bellevue är en kommun i departementet Corrèze i regionen Nouvelle-Aquitaine i de centrala delarna av Frankrike. Kommunen ligger  i kantonen Neuvic som tillhör arrondissementet Ussel. År 2022 hade Chirac-Bellevue 277 invånare.

## Befolkningsutveckling
Antalet invånare i kommunen Chirac-Bellevue
Referens:INSEE